# Bess Meredyth
Bess Meredyth (nacida Helen Elizabeth MacGlashen; Búfalo, Nueva York, 12 de febrero de 1890-Woodland Hills, California, 13 de julio de 1969) fue una actriz de la época del cine mudo, así como guionista cinematográfica estadounidense.

## Biografía
Fue esposa del director de Casablanca (1942), Michael Curtiz, y conocida por escribir los guiones de The Sea Beast (1926) The Affairs of Cellini (1934) y The Unsuspected (1947), y la historia de The Sea Bat (1930).
Formó parte del grupo de 36 fundadores de la Academia de Artes y Ciencias Cinematográficas.
Fruto de su matrimonio con el actor y director Wilfred Lucas, tuvo un hijo, John Meredyth Lucas (1919–2002), un guionista y director de éxito que trabajó, entre otras producciones, en diferentes episodios de Mannix y Star Trek.

## Filmografía parcial
- A Sailor's Heart (1912)
- The Trey o' Hearts (1914)
- The Forbidden Room (1914)
- Stronger Than Death (1915)
- The Fascination of the Fleur de Lis (1915)
- The Wedding Guest (1916)
- Pay Me! (1917)
- That Devil, Bateese (1918)
- Rose o' the Sea (Rosa del mar) (1922)
- The Woman He Married (1922)
- The Red Lily (Lirio entre espinas) (1924)
- Thy Name Is Woman (1924)
- A Slave of Fashion (Lo que toda mujer quiere) (1925)
- Don Juan (1926)
- The Magic Flame (La llama mágica) (1927)
- A Woman of Affairs (1928) – nominada al Premio Oscar al mejor guion
- The Scarlet Lady (1928)
- Romance (1930)
- Laughing Sinners (Salvada) (1931)
- The Mighty Barnum (El poderoso Barnum) (1934)
- The Affairs of Cellini (El burlador de Florencia) (1934)
- Charlie Chan at the Opera (1936)
- El signo del Zorro (1940)
- The Unsuspected (1947)

## Premios y distinciones
Premios Óscar
| Año  | Categoría     | Película               | Resultado |
| ---- | ------------- | ---------------------- | --------- |
| 1929 | Mejor escrito | El carnaval de la vida | Nominada  |
| 1929 | Mejor escrito | Wonder of Women        | Nominada  |